# Celestino Piatti

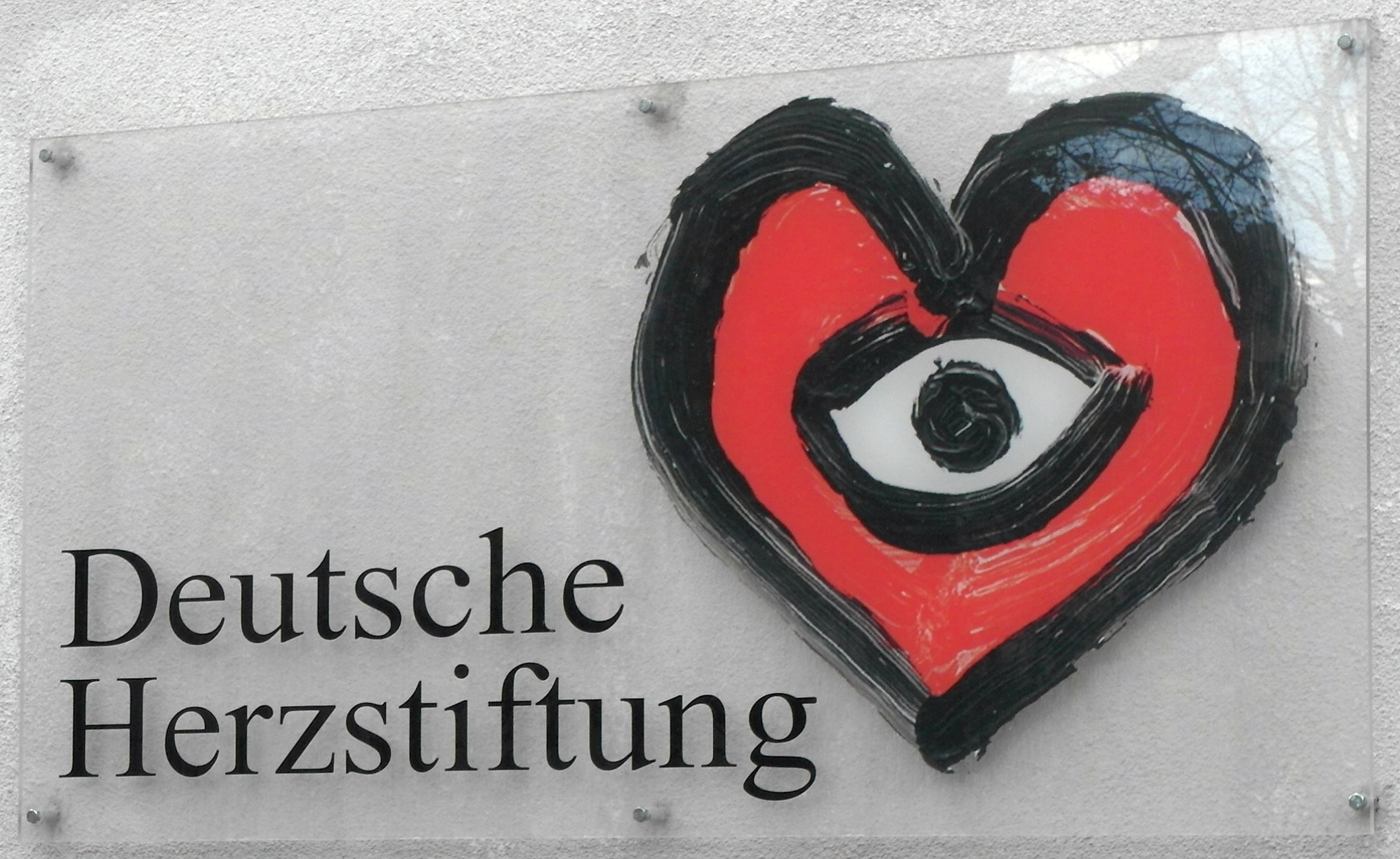
Von Celestino Piatti entworfenes Logo der Deutschen Herzstiftung

Celestino Piatti (* 5. Januar 1922 in Wangen, Kanton Zürich; † 17. Dezember 2007 in Duggingen, Kanton Basel-Landschaft) war ein Schweizer Grafiker, Maler und Buchgestalter, der für die Gestaltung der dtv-Titel bekannt war.

## Leben
Celestino Piatti, Sohn eines Tessiner Steinhauers und einer Zürcher Bauerntochter, wuchs in Dietlikon auf. Er besuchte ab 1937 Abendkurse bei Ernst und Max Gubler an der Kunstgewerbeschule in Zürich. 1938 bis 1942 erlernte er das Handwerk des Grafikers in der Offizin Gebrüder Fretz. 1945 war er in der Rekrutenschule und im Aktivdienst der Schweizer Armee. Von 1945 bis Ende 1947 arbeitete Piatti in Fritz Bühlers Grafikatelier in Basel. 1946 heiratete er die Grafikerin Marianne Stricker, mit der er drei Kinder hatte.
Ab 1948 war er als freier Grafiker tätig, bis 1966 in Riehen bei Basel und danach bis zu seinem Tod in Basel und in Duggingen. 1969 heiratete er die Journalistin Ursula Huber, mit der er zwei Kinder bekam.

## Werk
Erste internationale Erfolge erzielte Celestino Piatti als Gestalter von Plakaten. Schon mit seinem ersten Plakat, das er 1948 für die Basler Rabattmarke BKG Liga entwarf, gewann er einen Preis. Von seinen über 500 Künstlerplakaten wurden viele mit Preisen ausgezeichnet. 1960 stellte er zusammen mit Hans Erni, Alfred Pauletto, Hugo Wetli und Kurt Wirth zum Thema Grafiker als Maler aus. 1964 wurden Arbeiten von ihm auf der documenta III in Kassel in der Abteilung Graphik gezeigt. Auch für politische Anliegen gestaltete er Plakatmotive, so etwa 1966 in der Pro-Kampagne zur Einführung des Frauenstimmrechts in Basel.
Besonders bekannt machte Piatti seine Tätigkeit für den Deutschen Taschenbuch Verlag (dtv), dem Bruno Mariacher, der Leiter des Artemis Verlages, Piatti empfohlen hatte. Seit der Gründung des dtv-Verlages 1961 bis Mitte der 1990er Jahre gestaltete fast ausschliesslich Piatti dessen Bücher. Neben der Einbandgestaltung war er für Typografie, Signet, Briefköpfe, Anzeigen und Plakate zuständig, so dass er eine einheitliche Corporate Identity schaffen konnte. Die markanten, einheitlich weissen dtv-Bände mit den charakteristischen Illustrationen Piattis gelten als Meilenstein eleganter und hochwertiger Buchkunst im Taschenbuch. Dessen Gestaltung hatte sich bis dahin hauptsächlich auf den individuellen Titel bezogen und konnte so kaum ein Markenbewusstsein für ganze Taschenbuchreihen zustande bringen.
Insgesamt schuf Piatti über 6300 Buchumschläge, Bilderbücher und Buchillustrationen unter anderen für die Schweizerfibel. Die bisherige Gesamtauflage der von ihm gestalteten Bücher liegt bei über 200 Millionen Exemplaren. Neben Plakaten und Büchern umfassen seine Werke auch freie Druckgrafik (in Lithografie, Holzschnitt und Linolschnitt), Briefmarken (als deren bekannteste die zum Jubiläum «100 Jahre Gotthardbahn» gilt), Glasbilder, Wandbilder und andere Gemälde sowie Keramik und Skulpturen.
Ein Motiv, das sein gesamtes Werk durchzieht, ist die Eule, die als Glücksbringer oder Unglücksbote und auch als Sinnbild der Weisheit vielfältige Assoziationen weckt. 1992 bemerkte Piatti in einer Illustrierten: Man kann die Eule tausendmal zeichnen, an ihr Geheimnis kommt man nicht heran. In einer Würdigung zum 100. Geburtstag schrieb die Süddeutsche Zeitung: «Auf Distanz bedacht, ohne verletzend zu sein; das Schöne zu schaffen, ohne das Hässliche zu verschweigen; spielerisch leicht die Gegenwart zu illustrieren, ohne ihre Grausamkeit zu vergessen: So ließe sich, vielleicht und wenn das überhaupt möglich ist, das gewaltige Werk des Illustrators Celestino Piatti (1922–2007) zusammenfassen.»
Nach Piatti ist der vom dtv gestiftete Celestino-Piatti-Preis für Buchgrafik benannt. Der Nachlass von Celestino Piatti wird von seiner Tochter, der Germanistin und Kulturwissenschaftlerin Barbara Piatti im Rahmen des Vereins «Celestino Piatti – Das visuelle Erbe» verwaltet.